# Plantago grandiflora
Plantago grandiflora là một loài thực vật có hoa trong họ Mã đề. Loài này được Meyen miêu tả khoa học đầu tiên.